# Adlercrantz
Ej att förväxla med ätten Adelcrantz
Adlercrantz var en svensk adelsätt.
Anrep uppger att ättens stamfader var en överstelöjtnant Peder Andersson vid Västgöta fotfolk. Dennes son Johan Adlercrantz (1651-1693) kallade sig Schuman och verkade inom Amiralitet och Göteborgs skeppsbyggeri, och adlades med namnet Adlercrantz år 1689 efter att han i tjänsten uppdagat oegentligheter inom Amiralitetskollegiet inför kungen. 
Adlercrantz introducerades på Riddarhuset år 1693 på nummer 1193, samma år som han avled. Hans hustru Helena Vult var dotter till den Elias Vult som är stamfader till ätterna Vult von Steijern och Lilljesvärd. Hustrun gifte som änka om sig med Lars Stiernstedt som dömdes att återta sitt namn Fincke på grund av rättegångsmissbruk och att namnet tillhörde en adelsätt Stiernstedt.
Adlercrantz fick tre barn med Helena Vult. Enda dottern var ogift, liksom yngste sonen som var kapten. Äldste sonen, kyrkoherden i Kalmar och Amiralitetspredikanten, Johan Adlercrantz var däremot gift, men avled barnlös varmed ätten kom att bli utgången.